# Bowland Forest Low
Bowland Forest Low – civil parish w Anglii, w Lancashire, w dystrykcie Ribble Valley. W 2011 civil parish liczyła 160 mieszkańców.